# M-Files
M-Files è un software di archiviazione documentale per piattaforma Windows. Include inoltre un'interfaccia web disponibile sia per piattaforma Linux che Macintosh.

## Storia
M-Files è sviluppato da Motive Systems, un'azienda statunitense già produttrice del software per architetti e ingegneri M-Color.
Nel 2005 viene pubblicata la versione 1.0 di M-Files. Già da questa versione il prodotto si contraddistingue per la sua facilità di utilizzo ed ottiene numerose critiche positive.
Nel 2006 viene pubblicato al pubblico la versione 2.1 di M-Files. Questa versione contiene numerose migliorie, soprattutto per quanto riguarda la performance del motore di archiviazione. Questa versione permette inoltre di oltrepassare il limite di 1.000.000 di documenti registrabili e inoltre permette la ricerca all'interno del contenuto dei file archiviati.
Nelle versioni 3.0 e 4.0 vengono aggiunte numerose funzionalità, tra cui i workflow, le API di programmazione e l'interfaccia web. M-Files 4.0 è disponibile in finlandese, Inglese, francese, tedesco e Cinese.
Nel 2008 Motive Systems rilascia M-Files 5.0, che comprende molte nuove caratteristiche tra cui l'integrazione con Microsoft Office e AutoCAD. Durante lo stesso anno Motive Systems rilascia una versione gratuita di M-Files chiamata M-Files Express.
Nel 2009 Motive Systems rilascia l'ultima versione di M-Files, la versione 6.0. Questa versione, oltre ad essere localizzata in molte altre lingue, aggiunge delle funzionalità importanti quali l'integrazione nativa con scanner locali o di rete, un modulo OCR e la possibilità di archiviare i dati su database Microsoft SQL Server.
Nel 2010 è stata attivata la versione italiana del sito web di M-Files. È inoltre disponibile sul sito italiano di M-Files una pre-release in lingua italiana di M-Files 6.0, in attesa dell'uscita in autunno della nuova versione 7.0 che è già stata annunciata anche in lingua italiana.
Il 28 settembre 2010 è stata pubblicata la versione 7.0 di M-Files che introduce numerose migliorie al sistema, in particolare nella gestione della posta elettronica e nel sistema di ricerca integrato. La versione 7.0 di M-Files è disponibile in varie nuove lingue, tra cui l'italiano.
In settembre 2011 è stata pubblicata la versione 8.0 di M-Files, che oltre ad introdurre novità in termini di interfaccia e prestazioni, ha visto la totale rivisitazione del sistema di autorizzazioni, l'introduzione di un sistema di reportistica basato su SQL Server Rerporting Services e la disponibilità di un'interfaccia web per i terminali mobili (smartphone e tablet).

## Versioni
Esistono due differenti versioni di M-Files: M-Files Express e M-Files Enterprise. La versione Express è gratuita ed ha un numero limitato di funzionalità.

## M-Files Cloud Vault
A settembre 2010 M-Files ha reso disponibile anche un servizio denominato M-Files Cloud Vault che permette agli utenti di ospitare l'archivio documentale nella server farm di Motive Systems. In questo modo tutto l'archivio documentale è messo in sicurezza e non è più necessario un server di archiviazione locale.

## M-Files Community
Dal rilascio della versione Express di M-Files è stata attivata una comunità online per fornire un supporto diretto agli utenti M-Files di tutto il mondo. Nel forum della comunità ci sono molte discussioni riguardanti M-Files ed è moderato da Samppa Lahtinen che ha partecipato fin dall'inizio allo sviluppo di M-Files..
Sul sito di M-Files è inoltre disponibile uno spazio dedicato ai tutorial relativi al prodotto.

## Utenti
Esiste una lista di riferimento degli utenti che utilizzano M-Files nel sito. Questa lista include per esempio:
- AstraZeneca
- BSA LifeStructures
- InterOil
- UN Environment Programme UNEP